# Thompson shell
Thompson shell byl interpret příkazů v prvních verzí operačního systému Unix od roku 1971. V roce 1979 byl ve Version 7 Unix nahrazen Bourne shellem a ve 2BSD C shellem.
Thompson shell byl záměrně navržen minimalisticky, ale již od počátku používal znaky > a < pro přesměrování standardního vstupu a výstupu. Ve 3. vydání byly přidány roury, způsob jejich zápisu se však ustálil až ve 4. vydání.